# Liste profanierter Kirchen im Bistum Speyer
Die Liste profanierter Kirchen im Bistum Speyer führt Kirchen und Kapellen im Bistum Speyer auf, die profaniert wurden. Sie wurden oder werden verkauft, umgewidmet, umgebaut oder abgerissen.

## Liste
| Bild | Kirche                                                      | Ort                           | Baujahr                        | profaniert           | Nachnutzung                                                                                               |
| ---- | ----------------------------------------------------------- | ----------------------------- | ------------------------------ | -------------------- | --- |
|      | Kreuzkapelle                                                | Rüssingen                     | ~ 1469                         | 17. Jahrhundert      | Steinbruch für den Hausbau des Grundstückbesitzers Anfang des 20. Jahrhunderts                            |
|      | Wallfahrtskirche zur Mutter Gottes                          | Appenthal                     | 1488                           | 1707                 | Steinbruch, Sehenswürdigkeit, Kulturdenkmal                                                               |
|      | Klosterkirche St. Maria                                     | Kerzenheim                    | 1241–1261                      | 1794                 | Steinbruch, Kulturdenkmal; Eigentum des Historischen Verein Rosenthal                                     |
|      | Klosterkirche St. Maria                                     | Bolanden                      | 12. Jahrhundert bzw. nach 1487 | 1821                 | Konzert- beziehungsweise Festsaal                                                                         |
|      | Pankratiuskapelle                                           | Lambrecht (Pfalz)             | 1451                           | 1823                 | Wohnhaus und zeitweilig Gastwirtschaft                                                                    |
|      | Hospitalkapelle St. Maria Magdalena                         | Dirmstein                     | 13. oder 14. Jahrhundert       | ~ 19. Jahrhundert    | Eigentum der katholischen Hospitalstiftung, Kindergarten                                                  |
|      | Pfarrkirche St. Joseph                                      | Waldfischbach-Burgalben       | 1862                           | 1930                 | Friseursalon                                                                                              |
|      | Pfarrkirche St. Matthäus                                    | Kriegsfeld                    | 1787                           | nach 1936            | Gemeindesaal                                                                                              |
|      | St. Guido                                                   | Speyer                        | 1935                           | 1991                 | bis 2011 zur Synagoge umgebaut.                                                                           |
|      | St. Pirmin                                                  | St. Ingbert                   | 1952                           | 2006                 | Bis 2011 umgebaut zur Kindertagesstätte.                                                                  |
|      | St. Michael                                                 | Niederauerbach                | 1970                           | 2007, 1. März        | Nachnutzung offen.                                                                                        |
|      | Christkönig                                                 | Kaiserslautern                | 1959                           | 2007                 | Umbau zu einem Wohngebäude.                                                                               |
|      | Krankenhauskapelle                                          | Dahn                          |                                | 2009                 | |
|      | Kapelle des Kardinal-Wendel-Hauses                          | Homburg                       | 1966                           | 2012                 | verkauft.                                                                                                 |
|      | Kapelle Unbefleckte Empfängnis im ehemaligen Schwesternhaus | Landstuhl                     |                                | 2013, 18. März       | zu Empfangshalle der International School Westpfalz umgenutzt                                             |
|      | St. Elisabeth                                               | Hardenburg                    | 1965                           | 2013, 27. Mai        | [ 6 ] |
|      | St. Ludwig                                                  | Speyer                        | 1698                           | 2016                 | ehem. Kirche des Priesterseminars                                                                         |
|      | St. Ulrich                                                  | Haßloch                       | 1958                           | 2017, 16. September  | [ 7 ] |
|      | Christkönig                                                 | Pirmasens                     | 1970                           | 2017, 25. Oktober    | Nachnutzung durch die Freikirchengemeinde „Lebensquelle“                                                  |
|      | Herz Jesu                                                   | Marnheim                      | 1966                           | 2018, 7. Dezember    | |
|      | St. Norbert                                                 | Kaiserslautern                | 1955                           | 2021, 16. Januar     | Abgerissen im August 2021 zugunsten eines Kindergartens                                                   |
|      | Maria, Königin des Friedens                                 | Hauenstein                    | 1972, 12. März                 | 2021, 16. Januar     | Abriss ab Juni 2024                                                                                       |
|      | St. Barbara                                                 | Schnappach                    | 1970                           | 2023, 17. Januar     | [ 11 ] |
|      | St. Remigius                                                | Rammelsbach                   | 1954                           | 2023, 29. Januar     | sollte an Ortsgemeinde veräußert und sozial genutzt werden                                                |
|      | St. Konrad                                                  | St. Ingbert                   | 1957                           | 2023, 25. Juni       | [ 13 ] |
|      | St. Michael                                                 | Potzbach                      | 1974/75                        | 2024, 4. Februar     | [ 14 ] |
|      | St. Sebastian                                               | Sippersfeld                   | 1967                           | 2024, 4. Februar     | [ 14 ] |
|      | Heilig Kreuz                                                | Ulmet                         | 1873/74                        | 2024, 27. September´ | |
|      | Herz Mariä                                                  | St. Ingbert                   | 1957                           | 2024                 | Profanierung beschlossen, jedoch noch nicht vollzogen. Kirche und Pfarrheim werden zum Verkauf angeboten. |
|      | St. Chrodegang                                              | Reichenbrunn                  | 1966                           | 2024                 | Die Kirche wurde bereits einige Jahre zuvor nicht mehr für Gottesdienste genutzt.                         |
|      | Kapelle St. Paulus                                          | Bad Bergzabern-Liebfrauenberg | 1899                           | 2025, 7. März        | [ 16 ] |
|      | Klosterkirche                                               | Hauenstein                    | 1958                           | 2025, 7. März        | [ 16 ] |
|      | Kirchenraum Maria vom Frieden                               | Pirmasens-Ruhbank             | 1980                           | 2025, 7. März        | [ 16 ] |
|      | Kapelle im vormaligen Kreiskrankenhaus                      | Kandel                        |                                | 2025, 15. April      | [ 17 ] |
|      | St. Hildegard                                               | St. Ingbert                   | 1927                           | 2025, 28. Juni       | Bedeutender Kirchenbau des Architekten Albert Boßlet.                                                     |